# 山崎四男六

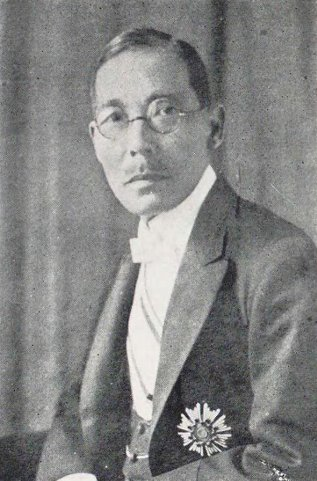
山崎四男六

山崎 四男六（やまさき しおろく、慶応4年9月14日（1868年10月19日） - 昭和3年（1928年）8月31日）は、日本の大蔵官僚、宮内官僚。錦鶏間祗候。

## 経歴
肥前国（佐賀県）に石井直信の四男として生まれ、山崎峯次郎の養子となった。1895年（明治29年）、東京帝国大学法科大学を卒業して大蔵属となり、同年に高等文官試験に合格した。大蔵省司税官、同主計官、税関事務官、大蔵書記官、大蔵大臣秘書官、大蔵省参事官、横浜税関長、大蔵省国債局長、同理財局長を歴任した。1914年（大正3年）、宮内省に転じ、内蔵頭に任じられた。その他、朝香宮宮務監督や帝室林野局長官を務めた。退官後は日本銀行監事に就任した。
1928年8月31日薨去。享年61歳。墓所は千駄ヶ谷の仙寿院。

## 栄典
位階
- 1924年（大正13年）2月7日 - 従三位[4]

勲章等
- 1924年（大正13年）2月7日 - 勲一等瑞宝章[4]